# レピュニット (小惑星)
レピュニット (11111 Repunit) は小惑星帯に位置する小惑星。小林隆男が発見した。
名前は数学用語のレピュニット（"repeated unity"、レプユニットなどとも表記される。全ての桁が1である自然数）に由来する。小惑星番号「11111」がレピュニットであることから命名された。